# Stemphylium vesicarium
Stemphylium vesicarium è un fungo parassita delle piante. Causa la maculatura bruna del pero.

## Sintomatologia
I sintomi si riscontrano sulle foglie e sui frutti, dove il danno è maggiore dal punto di vista economico. 
 Per quanto riguarda i sintomi sulle foglie si evidenziano macchie di colore brunastro, che necrotizzano e che progressivamente si allargano fino a coprire la lamina fogliare. Sui frutti si osservano inizialmente delle tacche rotonde di colore brunastro, a volte depresse, che si ingrandiscono fino ad occupare ampie porzioni del frutto. Le tacche dei frutti si riconoscono per la presenza di un alone rossastro a margine della zona brunastra.

## Difesa
La malattia si può preferire mediante trattamenti con anticrittogamici, da effettuarsi a partire dalla fine della fioritura. I prodotti usati contro la ticchiolatura del pero sono spesso efficaci anche contro la maculatura bruna, ma non sempre.